# Hundehagen
Hundehagen ist ein Ortsteil der Stadt Kröpelin im Landkreis Rostock in Mecklenburg-Vorpommern.

## Geografie und Verkehrsanbindung
Hundehagen liegt nördlich des Kernortes Kröpelin. Westlich verläuft die Landesstraße L 11 und südlich die B 105. Nördlich fließt die Cubanze, ein linker Nebenfluss des Fulgenbaches.